# Tournoi de tennis de Seine-et-Marne
L'Open Engie de Seine-et-Marne (précédemment connu sous le nom Open GDF Suez de Seine-et-Marne) est un tournoi international professionnel féminin de tennis situé à Croissy-Beaubourg en France. Ce tournoi fait partie du circuit ITF. Il se déroule chaque année en mars sur les courts couverts en dur du Centre de Ligue de tennis de Seine-et-Marne.

## Palmarès

### En simple
| Année     | Dotation                                               | Vainqueure                                             | Finaliste                                              | Score                                                  |
| --------- | ------------------------------------------------------ | ------------------------------------------------------ | ------------------------------------------------------ | ------------------------------------------------------ |
| 2013      | 50 000 $                                               | Anne Keothavong                                        | Sandra Záhlavová                                       | 7-63, 6-3                                              |
| 2014      | 50 000 $                                               | Claire Feuerstein                                      | Renata Voráčová                                        | 6-3, 4-6, 6-4                                          |
| 2015      | 50 000 $                                               | Margarita Gasparyan                                    | Mathilde Johansson                                     | 6-3, 6-4                                               |
| 2016      | 50 000 $                                               | Ivana Jorović                                          | Pauline Parmentier                                     | 6-1, 4-6, 6-4                                          |
| 2017      | 60 000 $                                               | Ekaterina Alexandrova                                  | Richèl Hogenkamp                                       | 6-2, 63-7, 6-3                                         |
| 2018      | 60 000 $                                               | Anna Blinkova                                          | Karolína Muchová                                       | Forfait                                                |
| 2019      | 60 000 $                                               | Vitalia Diatchenko                                     | Robin Anderson                                         | 6-2, 6-3                                               |
| 2020-2021 | Éditions annulées en raison de la pandémie de Covid-19 | Éditions annulées en raison de la pandémie de Covid-19 | Éditions annulées en raison de la pandémie de Covid-19 | Éditions annulées en raison de la pandémie de Covid-19 |
| 2022      | 60 000 $                                               | Linda Nosková                                          | Léolia Jeanjean                                        | 6-3, 6-4                                               |
| 2023      | 60 000 $                                               | Jodie Burrage                                          | Lucia Bronzetti                                        | 3-6, 6-4, 6-0                                          |
| 2024      | 60 000 $                                               | Yuriko Lily Miyazaki                                   | Mona Barthel                                           | 6-4, 7-5                                               |

### En double
Liste des paires de double ayant remporté le tournoi par année :
- 2013 :  Anna-Lena Friedsam /  Alison Van Uytvanck
- 2014 :  Margarita Gasparyan /  Lyudmyla Kichenok
- 2015 :  Jocelyn Rae /  Anna Smith
- 2016 :  Jocelyn Rae /  Anna Smith
- 2017 :  Vera Lapko /  Polina Monova
- 2018 :  Anna Kalinskaya /  Viktória Kužmová
- 2019 :  Harriet Dart /  Lesley Kerkhove
- 2020-2021 : Éditions annulées
- 2022 :  Isabelle Haverlag /  Justina Mikulskytė
- 2023 :  Estelle Cascino /  Alexandra Eala